# Итчи-Вамья
Итчи-Вамья — деревня в Увинском районе Удмуртии, входит в Мушковайское сельское поселение. Находится в 20 км к востоку от посёлка Ува и в 45 км к западу от Ижевска.